# Motorsport-Verbot
Ein Motorsport-Verbot bedeutet das Verbot der Übung oder Ausübung des Motorsports.
Motorsport-Verbote gab es in Norwegen, Israel sowie dem Freistaat Preußen und in der Schweiz. Darüber hinaus wurde 2005 auf den Philippinen eines in Betracht gezogen. Es gilt zu unterscheiden zwischen Verboten gewisser Teildisziplinen (z. B. Rundstreckenrennen) und einem kompletten Motorsport-Verbot in einem Staat.

## Europa

### Deutschland

#### Freistaat Preußen
Nach schweren Unfällen mit etwa zehn Todesopfern bei Rennveranstaltungen im Frühjahr 1929 wurden am 17. Juni 1929 im Freistaat Preußen, der über die Hälfte des Deutschen Reiches ausmachte, alle Automobil- und Motorradrennen auf temporären Motorsport-Rennstrecken aus öffentlichen Straßen verboten. Die Rundstrecken der AVUS und des Nürburgrings sowie Bergrennen waren von diesem Verbot ausgenommen. 1930 wurde dieses Verbot mit der Auflage für die Veranstalter, die Sicherheitsvorkehrungen an den Strecken zu erhöhen, wieder gelockert.

### Schweiz
1955 wurde nach dem Unfall beim 24-Stunden-Rennen von Le Mans die Durchführung von öffentlichen Rundstreckenrennen in der Schweiz gesetzlich untersagt (Artikel 52 des Schweizer Straßenverkehrsgesetzes). Das Verbot betraf Rundstreckenrennen, da bei diesen Wettbewerben mehrere Fahrzeuge gleichzeitig und in direktem Wettkampf gegeneinander fahren, also Kollisionen wie in Le Mans möglich sind. Sicherheitsstandards nach heutigem Maßstab waren damals unbekannt.
Andere motorsportliche Veranstaltungen, insbesondere Bergrennen und Rallyes, blieben erlaubt. Das Verbot galt für Rundstreckenrennen, zu denen Zuschauer zugelassen sind; von ihm ausgenommen waren Rennen mit „besonderen Fahrzeugen“ wie Karts, sofern diese einen Hubraum von 250 cm³ nicht überschritten (vor dem 1. März 2006 galt eine Höchstgrenze von 100 cm³), sowie Rasenrennen mit Motorrädern, Geschicklichkeits-Wettfahrten im Gelände und Autoslaloms (Artikel 94 der Verkehrsregelnverordnung). Stockcar-Veranstaltungen waren verboten.
Um das Rundstreckenrennverbot nicht zu verletzen, wurde unter anderem der Große Preis der Schweiz 1982 im französischen Dijon (Burgund) abgehalten.
Im Jahr 2003 reichte der Nationalrat Ulrich Giezendanner eine parlamentarische Initiative ein, die das Verbot aufheben wollte. Am 5. Juni 2007 nahm der Nationalrat als Erstrat den Vorstoß an. Am 4. Oktober des gleichen Jahres trat der Ständerat als Zweitrat aber gar nicht auf das Geschäft ein. Im Differenzbereinigungsverfahren blieb der Nationalrat am 5. März 2009 bei seiner Annahme, der Ständerat seinerseits blieb am 10. Juni bei seinem Nichteintretensbeschluss. Damit war die Initiative vom Tisch und das Verbot blieb unverändert in Kraft. Im Zentrum der Diskussion standen nicht mehr die Sicherheit, sondern umwelt- und verkehrspolitische Überlegungen.
Im März 2011 sprach sich die Kommission für Verkehr und Fernmeldewesen wie bereits im Januar desselben Jahres für eine Aufhebung des Rundstreckenrennverbots aus (mit 10 zu 9 Stimmen) und hob dabei hervor, dass Sicherheitsaspekte heutzutage keinen Grund für ein solches Verbot mehr darstellten. Die entsprechende Kommission des Ständerats hatte zwischenzeitlich mit 7 zu 5 Stimmen eine Aufhebung abgelehnt. Ursächlich für die erneute Befassung mit dem Thema waren drei Initiativen sowie eine Petition mit 71400 Unterstützerunterschriften zugunsten einer Aufhebung.
Das Stimmungsbild in der Schweizer Bevölkerung hinsichtlich einer Aufhebung des Verbots von (Formel-1-)Rundstreckenrennen ist gespalten: So sprachen sich in einer Umfrage des Forschungsinstituts gfs-Zürich im Jahr 2007 41 Prozent der knapp 1100 befragten Eidgenossen für die Aufhebung aus, 45 Prozent dagegen, wobei mehr Frauen (50 Prozent) als Männer (38 Prozent) die Initiative ablehnten.

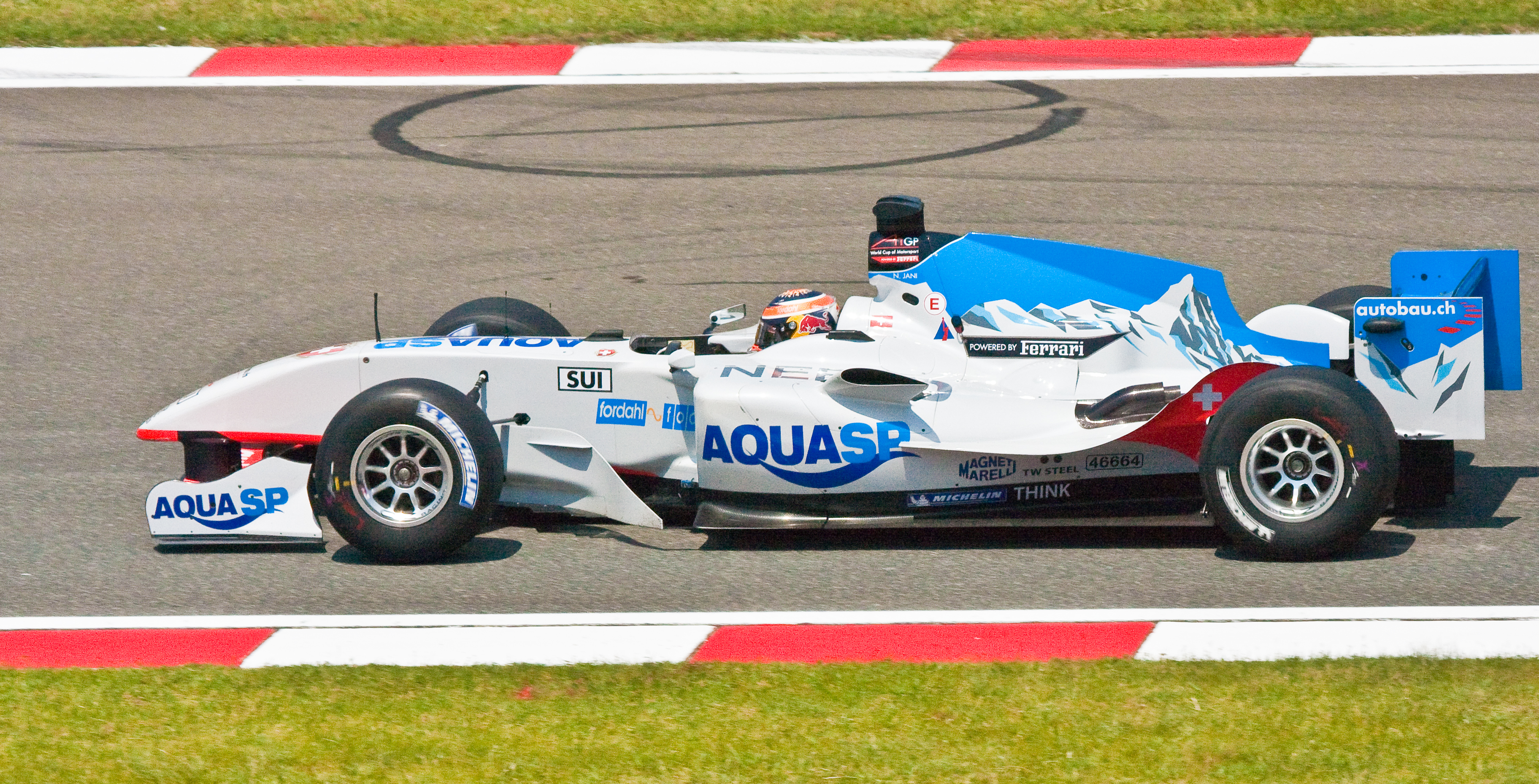
Das A1 Team Schweiz in Kyalami (2009)

Trotz des Rundstreckenrennverbots gab es im Jahr 2010 drei in der Schweiz beheimatete reine Rundstrecken-Automobilrennserien. Die LO Formel Renault 2.0 und der LO Renault Clio Cup wurden Ende 2010 eingestellt, die Formula LO (ehemals LO Formel Lista junior) ist seit Ende 2012 inaktiv. Die Rennen dieser Serien wurden im nahen Ausland durchgeführt. Schweizer Rennfahrer nehmen weltweit an Rundstreckenrennen teil und Teams wie Rebellion Racing, Jenzer Motorsport oder Jo Zeller Racing haben in den vergangenen Jahren zahlreiche Meisterschaften gewonnen. Mit Sauber verfügt die Schweiz seit 2010 wieder über ein eigenes Formel-1-Team, zudem ging zuletzt mit Sébastien Buemi von 2009 bis 2011 ein Schweizer Rennfahrer in der Königsklasse an den Start.
Per 1. April 2016 hat der Bundesrat die Zulassung von Rundstreckenrennen für Elektroautos in der Schweiz beschlossen. Die Durchführung eines solchen Rennens bedarf einer Bewilligung und ist zusätzlich noch an weitere Bedingungen betreffend Verkehrssicherheit geknüpft (Artikel 95 Ziff. 5 der Verkehrsregelnverordnung). Auf der Rennstrecke in Zürich fand im Juni 2018 zum ersten Mal seit 1955 wieder ein Schweizer Rundstreckenrennen statt. Am 22. Juni 2019 wurde auf der Formel-E-Rennstrecke Bern ein weiteres Rennen der FIA-Formel-E-Meisterschaft in der Schweiz ausgetragen.
Am 31. Mai 2022 wurde das Verbot von Rundstreckenrennen durch Zustimmung des Ständerats in der Schweiz abgeschafft.

### Norwegen
Nach einem Unfall von Per Engseth (VW Käfer), der bei der Rally Norge 1971 nach der Zieldurchfahrt in am Streckenrand geparkte Autos fuhr, wurde in Norwegen der Rallyesport von 1972 bis 1984 verboten. Deswegen mussten Norweger zum Rallyefahren ins Ausland oder zum sich in ihrer Heimat rapide entwickelnden Rallycross wechseln. Erst seit den Erfolgen von Petter Solberg hat sich der Rallyesport in dem skandinavischen Land wieder vollständig etabliert.

## Asien

### Israel
Motorsport wurde in Israel in den 1990er Jahren untersagt.
2000 und 2001 reichten Fahrer beim Obersten Gericht das Gesuch ein, Motorsport wieder zu legalisieren. Daraufhin wurde der Vorschlag unterbreitet, einen Gesetzentwurf durch einen nicht der Regierung angehörenden Parlamentsabgeordneten (Private member's bill) einzubringen, was es der damaligen Regierung ermöglichte, trotz des Gesuchs nicht selbst tätig zu werden. Die Einbringung eines entsprechenden Gesetzentwurfs in die Knesset erfolgte 2005 durch den Abgeordneten Ehud Rassabi (Schinui). Der Entwurf wurde zunächst im Finanzausschuss behandelt, dort aber von dessen Vorsitzenden abgelehnt, weil er auch Rennen am Sabbat gestatten sollte – ein Punkt, der schon in der Vergangenheit für Kontroversen gesorgt hatte. Der Entwurf wurde  an den Ausschuss für Bildung, Kultur und Sport weitergeleitet, leicht verändert und im Dezember 2005   in der Knesset mit 25 zu drei Stimmen angenommen. Um das Gesetz anwenden zu können, hatte nun noch die Ausarbeitung von Rennvorschriften zu erfolgen. Obwohl im verabschiedeten Motorsportgesetz dafür neun Monate vorgesehen waren, begann der Genehmigungsprozess durch den Ausschuss für Bildung, Kultur und Sport erst 2008, da die Mitwirkung von acht zum Teil rivalisierenden Ministerien und bürokratische Probleme zu Verzögerungen geführt hatten. Im März 2010 wurden drei Verordnungen durch den Ausschuss gebilligt und im Februar 2011 schließlich 14 Verordnungen bekanntgemacht, womit Motorsport in Israel endgültig wieder legal wurde. Im Dezember 2011 fand in Eilat das erste professionelle Rundstrecken-Autorennen nach der Legalisierung statt, wofür vom Ministerium für Kultur und Sport auch finanzielle Unterstützung gegeben wurde.
Israel hat in der Zeit des Verbots zwei bekannte Fahrer hervorgebracht: Chanoch Nissany (ehemaliger Formel-1-Testfahrer) und Alon Day (Meister der asiatischen Formel Renault 2009).

### Philippinen
Im Jahr 2005 kündigte die damalige philippinische Regierung als Reaktion auf den steigenden Ölpreis ein Motorsportverbot an. Das Vorhaben wurde jedoch schließlich nicht in die Tat umgesetzt.